# قلعه عبدالله (کهک)
قلعه عبدالله مربوط به دوره ساسانی است و در شهرستان کهک، شهر کهک واقع شده است. این اثر در تاریخ ۹ بهمن ۱۳۸۶ با شماره ثبت ۲۰۷۰۸ به‌عنوان یکی از آثار ملی ایران به ثبت رسیده است.